# Maison des Templiers (Caen)
Pour les articles homonymes, voir Maison des Templiers.
La maison des Templiers est un édifice situé à Caen, en France. Elle date des XVe et XVIe siècles et est inscrite au titre des monuments historiques.

## Localisation
Le monument est situé dans le département français du Calvados, à Caen, au 45 rue Haute, à 150 m au sud-ouest de l'abbaye aux Dames.

## Historique
L'histoire de cette maison, bâtie au XVIe siècle est mal connue. Il est possible que le terrain sur laquelle elle a été érigée appartenait autrefois aux Templiers.

## Architecture
Le corps de logis du XVIe siècle est inscrit au titre des monuments historiques depuis le 25 juin 1929.
C'est principalement la façade sur jardin qui a justifié cette inscription. La tourelle de l'escalier, avec une trompe à un de ses angles, date du XVe siècle. Le corps de bâtiment appartient au XVIe siècle. Deux grandes croisées à meneau crucial, surmontées d'une élégante lucarne, en forment toute l'ornementation.